# 能美 (海防艦)
能美（のうみ）は、日本海軍の海防艦で、御蔵型海防艦の4番艦。艦名は広島県の能美島にちなむ。

## 艦歴

### 計画-竣工-練成
マル急計画の海防艦甲、第310号艦型の17番艦、仮称艦名第326号艦として計画。1942年2月14日、海防艦乙の基本計画（基本計画番号E20）が決定したため、それに従って建造されることとなった。当初は第322号艦型となっていたが、後に予定を繰り上げて第320号艦を第1艦とした第320号艦型に改められた。
1943年（昭和18年）8月10日、日立造船株式会社桜島造船所で起工。12月3日、進水。22日、能美（ノウミ）と命名される。本籍を横須賀鎮守府と仮定し、御蔵型海防艦の4番艦に定められる。
1944年（昭和19年）2月28日、能美は竣工した。本籍を横須賀鎮守府に、役務を横須賀鎮守府警備海防艦にそれぞれ定められる。
同日付で能美は呉鎮守府隷下の呉防備戦隊に編入され、基礎術力練成教育に従事。

### 1944年3月-6月 第二海上護衛隊（東松船団護衛）
1944年（昭和19年）3月15日、能美は呉防備戦隊からのぞかれる。同日付で、海上護衛総司令部隷下の第二海上護衛隊に編入された。
3月16日、足摺岬沖合で雷撃され、爆雷攻撃をおこなう。その後、能美は松輸送に投入された。
22日、第一護衛船団司令官伊集院松治少将（旗艦：軽巡洋艦夕張）の指揮下、能美や平戸などは東松三号船団（10隻）を護衛して東京湾館山沖合を出発する。能美はパラオ行き船団の護衛に割り当てられ、28日に船団が分割されてからはパラオへ向かったが、30日に発生したパラオ大空襲のためサイパンに退避した。その後出港しなおして4月中旬、パラオ着。4月下旬、東京湾に戻った。
4月28日、第五護衛船団司令官吉富説三少将が率いる東松7号船団（15隻）を護衛して東京湾を出発する。5月6日、東松7号船団はサイパンに到着した。
5月7日から8日にかけて船団を護衛し、サイパンとグアムを往復。9日から11日にかけて東松六号船団を護衛。14日から15日にかけてグアム沖で対潜掃蕩に従事。16日から20日にかけて船団を護衛し、グアムとサイパンを往復。20日、4520甲船団（旗艦能美）を護衛して横須賀へ向けサイパン発。26日、横須賀に帰投。
6月3日、第三護衛船団司令官門前鼎少将（旗艦松風）が指揮する3606船団（13隻）を、能美、隠岐らと護衛して東京湾館山沖を出発する。6日に横浜沖を出発、小笠原諸島父島沖を航行中の9日朝に松風（船団旗艦）がアメリカ潜水艦ソードフィッシュの雷撃で轟沈、門前少将も戦死した。
第3606船団部隊はサイパン行きを中止し、同日父島に入港した。
能美は東京へ引き返し、14日美保丸船団（4隻）を護衛して東京発。17日、軍隊区分戊直接護衛部隊編入を解かれ、甲直接護衛部隊に編入。
6月23日、能美は横須賀鎮守府作戦指揮を解かれ、横須賀海上護衛部隊より除かれる。同23日付で大湊警備府（司令長官井上保雄中将）作戦指揮下、軍隊区分海上護衛部隊に編入される。宗谷防備部隊に所属。
27日、能美は青森県大湊に到着した。28日、第15号駆潜艇とともに宗谷防備部隊（指揮官は宗谷防備戦隊司令千葉次雄大佐）に編入される。6月30日、北海道北端稚内に到着する。
以後、能美は北東方面艦隊に協力し、樺太、千島列島、北海道方面での船団護衛、哨戒、救難に従事した。

### 1944年7月-10月 大湊警備府
1944年（昭和19年）7月2日、能美はキ203船団を護衛して稚内を出発した。5日、得撫島着。6日、引き続き同復航船団を護衛して得撫島発。8日、稚内に帰着。同日、大湊へ回航し翌9日に到着。16日、能美は大発を曳航して大湊発。17日、稚内着。
7月18日、第二海上護衛隊は解隊される。これにともない横須賀鎮守府在籍の海防艦福江、天草、能美の3隻のうち、能美と福江は大湊警備府の警備海防艦に定められる。翌19日、福江も宗谷防備部隊の指揮下にはいる。
能美と福江は、当時の大湊警備府に2隻だけ配備された海防艦として、千島列島での船団護衛任務に従事した。
20日、キ102船団を護衛して稚内発。25日、同船団を護衛して稚内に帰着。その後大泊へ回航。
24日、軍隊区分大湊警備府海上護衛部隊に配置。
27日午後、第一水雷戦隊（司令官木村昌福少将）麾下の第7駆逐隊（曙、潮）は船団護衛中に敵潜水艦発見を報告した。
能美は急遽大泊を出動し、対潜掃蕩をおこなう。しばらくして誤認と判定され、警戒態勢は解除された。
また第7駆逐隊が護衛していた利山丸が機関故障をおこして単独で小樽に引き返すことになり、能美は潮から利山丸護衛を引き継ぐ手筈であった。高速の駆逐艦にとって、低速の輸送船護衛はやりにくい任務であった。
7月29日、能美は樺太のオハ油田を目指すオハ行船団を護衛して大泊を出撃した。
8月1日、オハを出港した海軍配当船柏栄丸は能美船団と合流予定だったが、同船は濃霧により北知床岬付近で座礁した。宗谷防備隊からは海防艦福江が派遣される。能美は船団護衛を続行し、一旦稚内に回航した。5日夜、能美は海軍徴傭船那須丸（救難船）と同金津丸（給油船）を護衛して遭難現場へ向かう。能美艦長は柏栄丸救難の指揮官に指定された。

10日、柏榮丸から金津丸への重油移載が終了。

13日、前日深夜に敵潜水艦を探知したため能美は対潜掃蕩をおこない、救難部隊は一旦退避した。作業再開後の14日、柏榮丸の船体切断後に後部のみ浮揚した。これを派遣された曳船2隻に曳航させ愛郎湾まで護衛、17日に愛郎湾で柏榮丸を第五十二掃海隊に引渡した。
能美は補給のため大泊へ移動した。21日、オハへ向かった金津丸を護衛するため、大泊発。23日、オハ沖に到着し、金津丸を護衛し南下。
27日より、能美と福江は宗谷防備部隊直率部隊より除かれる。能美と福江は北東方面艦隊に協力し、北方輸送に従事した。
千島方面輸送を担当する千島方面根拠地隊には、第1駆逐隊（野風、波風、神風）や海防艦2隻（国後、八丈）等が所属していた。
9月5日、能美と駆逐艦波風（第1駆逐隊）は、キ505船団を護衛して小樽発。8日夜、僚艦波風はアメリカ潜水艦シールに雷撃され、船体を切断されて航行不能になった。
能美は波風の周囲を警戒し対潜制圧をおこなう。
大湊警備府は波風救援に駆逐艦野風などを、キ505船団護衛に海防艦国後を、それぞれ派遣した。だがこの間、キ505船団は無防備になっていた。
その後、波風は駆逐艦神風（艦長春日均少佐）に曳航され、駆逐艦野風や海防艦八丈および福江（途中から護衛に協力）等に護衛され、小樽に帰投した。
翌9月9日朝、シールはキ505船団を襲撃し、被雷した昭南丸は沈没した。
10日朝、能美は昭南丸遭難現場を通過したが、生存者を発見できなかった。
護衛のなくなったキ505船団4隻は樺太敷香に退避していたので、能美と国後は同地に移動する。能美は、大発動艇で脱出していた昭南丸生存者を収容した。
15日、能美と国後は引き続きキ505船団を護衛して敷香発。22日、幌筵島片岡湾着。24日、ヲ403船団を護衛して片岡湾発。国後と能美には、便乗者18名および捕虜4名と警戒員5名が分乗した。同方面にはアメリカ潜水艦シーレイヴンが行動しており、すでに輸送船利山丸を撃沈していた。
26日朝、国後と能美が護衛していたヲ403船団は北緯47度7分 東経151度35分 / 北緯47.117度 東経151.583度地点において濃霧により分散してしまった。
能美は行方不明になった船団の捜索をおこなう。同26日深夜から27日未明、能美は択捉島北方北緯45度44分 東経148度41分 / 北緯45.733度 東経148.683度地点でシーレイヴンと交戦、戦死者7名、重軽傷16名を出した。
多数の被弾により、応急修理の上で大湊に回航されることになった。
29日、小樽着。
10月1日、大湊へ回航のため小樽発。2日、大湊着。同日より大湊で修理をおこなった。

### 1944年10月-1945年1月 第一海上護衛隊/第一護衛艦隊
1944年（昭和19年）10月21日、能美は大湊警備府部隊より除かれ、宗谷防備部隊からの作戦指揮を解かれた。
同21日付で、第一海上護衛隊作戦指揮下に編入される。能美は内地～シンガポール間の護衛任務に従事することとなった。22日、門司へ回航のため、能美は大湊を出発する。24日、門司着。ヒ79船団を護衛することになった。
第五護衛船団司令官吉富説三少将（旗艦香椎）が指揮するヒ79船団部隊（練習巡洋艦香椎、海防艦鵜来、能美、第十七号海防艦、敷設艇新井埼、掃海艇21号、加入船舶6隻）は、26日に門司を出発する。立ち寄った台湾高雄で、海防艦満珠とタンカー2隻（黒潮丸、良栄丸）が加入する。かわりに、めるぼるん丸と3隻（間宮、香久丸、掃海艇21号）が分離した。11月9日、ヒ79船団部隊はシンガポールに到着した。
能美がシンガポールへ向け航行中の11月1日、本艦は第一海上護衛隊に編入されていた。シンガポール滞在中の11月15日、第101戦隊（司令官渋谷紫郎少将）が新編され、香椎は同戦隊の旗艦となった。だが渋谷司令官は香椎に着任できず、ひきつづき第五護衛船団司令官（吉富少将）が香椎より復航のヒ80船団を指揮する。
11月17日、ヒ80船団部隊（護衛隊〈香椎、鵜来、笠戸、能美、満珠、三宅、十七号、新井埼〉、加入船舶8隻）はシンガポールを出港した。
サンジャック行の第17号海防艦が分離したあと、同地より第23号海防艦と第51号海防艦が合流する。
また台湾行の3隻（新井埼、良栄丸、有馬山丸）を分離したあと、ヒ80船団部隊は被害なく12月4日佐世保に到着した。
12月4日から11日まで佐世保海軍工廠で整備、磁差修正等を行う。整備中の10日、第一海上護衛隊は第一護衛艦隊（司令長官岸福治中将）に改編された。
12日、モタ28船団部隊（護衛隊〈能美、三宅、第20号海防艦、第112号、第138号、ほか2隻〉、加入船舶不明）は佐世保を出発した。22日、モタ28船団部隊は台湾高雄に到着した。25日、ヒ85船団部隊（司令官渋谷紫郎少将）が高雄に到着し、両船団の再編が行われた。
26日0900、タマ38船団部隊（護衛隊〈三宅、能美、第20号、第39号、第112号、第138号〉、陸軍特殊船〈神州丸、吉備津丸、青葉山丸、日向丸〉）は高雄を出撃した。29日1700、タマ38船団部隊はルソン島サンフェルナンドに到着した。30日の対空戦闘で青葉山丸と第20号海防艦が沈没したが、揚陸はおおむね成功した。
1945年（昭和20年）1月1日午前8時、マタ38Ａ船団を護衛していた海防艦干珠と生名を加え、マタ40船団部隊（護衛隊〈三宅、干珠、能美、生名、第39号、第112号〉、陸軍特殊船〈神州丸、吉備津山丸、日向丸〉）は高雄にむけサンフェルナンドを出発した。3日早朝、高雄港外に到着した。ここで米軍機動部隊（第38任務部隊）の空襲をうけ神州丸が沈没、吉備津山丸が大破、日向丸も小破、海防艦にも損傷艦が出た。4日、能美はタモ35船団と合同のため高雄発、同船団を南澳島まで護衛し、7日高雄に帰着した。
10日、三宅と能美はヒ87船団に加入してシンガポールに向かうことになった。高雄出発時のヒ87船団部隊は、護衛隊（駆逐艦時雨、海防艦干珠〈第七護衛船団司令官駒沢克己少将旗艦〉、三宅、能美、倉橋、新南、屋久、第13号、第41号、第205号）と特務艦神威ふくめ油槽船6隻となっていた。13日午後、ヒ87船団部隊は香港に到着した。香港在泊中の15日と16日、米軍機動部隊艦上機の空襲でヒ87船団部隊は大打撃をうけ、神威等の沈没や擱座により健在のタンカーはさらわく丸1隻となった。護衛隊も次々に損傷し、能美では後部高角砲が破損、戦死者7名であった。17日、ヒ87船団先遣部隊として香港発。22日、サンジャック着。28日、ヒ88B船団（2隻）を護衛してサンジャック発。29日、パンフォン湾に入港。30日、パンフォン湾を発し対潜掃蕩を行ったが、31日に輸送船が2隻とも撃沈された。能美は単艦でサイゴンへ回航。2月3日、サイゴン着。

### 1945年2月以降 第一海防隊-沈没
1945年（昭和20年）2月4日、船団を護衛しサイゴン発。5日、第一護衛艦隊隷下の第一海防隊に編入される。6日、シンガポール着。11日、ヒ88F船団（2隻）を護衛してシンガポール発。途中、キノン湾とツーランを経由し、船団は能美の修理のため24日に香港に寄港する。26日、能美の修理が終わり船団は香港発。3月8日、門司着。同日呉へ回航し、呉海軍工廠で兵器換装を含む修理と整備を行った。『第一海防隊（海防艦能美）戦時日誌』の記述では、呉での修理中に九四式爆雷投射機を撤去して三式爆雷投射機とし、水中探信儀を仮称三式水中探信儀改二に換装、さらに一号電波探信儀三型改一を装備したとある。
呉で修理中の3月20日に第一海防隊司令海防艦に指定され、海防隊司令池田暎大佐が乗艦した。
4月2日、修理が終わり出渠。8日まで整備と試運転を行い、9日門司へ回航された。11日、護衛隊（能美、三宅、第31号海防艦）はモシ02船団（特設運送船壽山丸、3,943トン、便乗者約400名）を護衛して門司を出発した。
13日午後、モシ02船団部隊は済州島飛揚島の泊地に到着し、護衛3隻（能美、海31、三宅）は交替で哨戒することになった。14日未明、泊地に侵入してきたアメリカ潜水艦ティランテの魚雷攻撃により、壽山丸が大爆発を起こして沈没した（戦死者約360名）。能美はティランテを追跡したが、ティランテが発射した魚雷2本のうち1本が能美の艦橋直下に命中した。能美はその衝撃で弾薬庫が誘爆、艦体を両断され轟沈した。第一海防隊司令池田映大佐、海防艦長の箟源三郎少佐以下約130名余の乗組員が戦死した。
なお追跡してきた第31号海防艦に対し、ティランテは最後の魚雷を発射した。命中した魚雷は不発であったが、衝撃で第31号海防艦の爆雷が誘爆、同艦は転覆して沈没した（戦死者39名）。唯一生き残った三宅は、応援の海防艦粟国や第39号海防艦とともに対潜掃討をおこなうが、ティランテを捕捉できなかった。
5月25日、能美は第一海防隊と御蔵型海防艦から削除され、帝国海防艦籍から除かれた。艦名は海上自衛隊のあわじ型掃海艦4番艦「のうみ」に受け継がれた。

## 海防艦長
艤装員長
1. 箟源三郎 少佐：1944年1月10日 - 1944年2月28日

海防艦長
1. 箟源三郎 少佐：1944年2月28日 - 1945年4月14日 戦死、同日付任海軍中佐

### 注
1. ↑  これは第310号艦型の価格であり、基本計画番号E20としての価格ではない。
2. ↑  この数字は特修兵、その他臨時増置された人員を含まない。
3. ↑  マル急計画の当初計画での番数。
4. ↑  1943年（昭和18年）8月31日付の内令第1778号で、御蔵型海防艦に「淡路、倉橋、千振」が登録された[6]。能美の登録により、能美が通算で4番艦に、倉橋が通算で5番艦となった[7]。
5. ↑  一部の二次資料では、竣工と共に2月28日付で第一海上護衛隊に編入とする[8]。
6. ↑  1944年3月から6月までの間に横須賀鎮守府作戦指揮下、軍隊区分戊直接護衛部隊に編入されたが、該当期間の第二海上護衛隊戦時日誌および横須賀防備戦隊戦時日誌が公開されていないため、日付の詳細は不明。
7. ↑  サイパン止4隻、パラオ行き6隻。
8. ↑  父島行き1隻、サイパン行き9隻、パラオ行き3隻、ヤップ行き2隻。
9. ↑  復航の東松7号船団と第3505船団は5月17日にサイパンを出発したが[25]、22日にアメリカ潜水艦ポラック[26]の雷撃で旗艦朝凪が沈没した[27]。
10. ↑  護衛艦（能美、第七福栄丸、第24号掃海艇）、船団（紅海丸、第十一星丸、三穂丸）[43]。
11. ↑  択捉型海防艦福江は7月9日付で大湊警備府に編入され[47]、同府の作戦指揮下にはいっていた[48]。
12. ↑  護衛艦（能美、掃海艇23号）[53]、船団（第二高運丸、第十一星丸）[43][54]。
13. ↑  開戦時の第7駆逐隊は3隻（潮、曙、漣）編制だったが、昭和19年1月14日にアメリカ潜水艦アルバコアの雷撃で漣が沈没[56]、2隻編制になっていた。
14. ↑  柏榮丸は8月23日0000時に稚内入港[66][73]。その後、函館にむけ稚内を出発した[66][74]
15. ↑  千島方面根拠地隊には海防艦石垣がいたが、5月31日に松輪島でアメリカ潜水艦ヘリングにより撃沈されていた[80]。
16. ↑  利山丸は9月21日に雷撃されて沈没したが、当初は遭難と判断していた[98]。護衛の駆逐艦神風は24日になって「雷撃された可能性あり」と報告した[99]。
17. ↑  行方不明になった八郎潟丸は、9月27日にアメリカ潜水艦アポゴンにより撃沈された。
18. ↑  ヒ79船団加入船舶は[113]、タンカー2隻（天栄丸、松島丸）、貨物船3隻（香久丸、めるぼるん丸、有馬山丸）、給糧艦間宮。
19. ↑  第101戦隊の編制は[117]、練習巡洋艦艦香椎、海防艦対馬、大東、鵜来、第二十三号海防艦、第二十七号海防艦、第五十一号海防艦。
20. ↑  ヒ80船団加入船舶は[121]、タンカー（天栄丸、松島丸、良栄丸、黒潮丸、日南丸、海邦丸、宗像丸）、貨物船（有馬山丸）。
21. ↑  第101戦隊司令官が指揮するヒ85船団部隊は12月19日に門司を出発[127]、護衛隊（香椎、対馬、鵜来、大東、ほかに海防艦数隻）[130]、加入船舶（せりあ丸、神裕丸、神州丸、日向丸、吉備津丸、青葉山丸）であった。
22. ↑  木俣滋郎『日本空母戦史』824ページ「タマ38船団編成表」では、護衛隊（三宅、能美、笠戸、20号、112号、ほか4隻）と記述する[131]。
23. ↑  神州丸は空襲により大破、放棄されたあと漂流中にアメリカ潜水艦アスプロの雷撃で沈没した[138]。
24. ↑  第1海防隊（千振、第17号海防艦、第19号海防艦）はヒ86船団の巻き添えとなり、1月12日に3隻とも撃沈されていた[149]。
25. ↑  木俣滋郎『日本海防艦戦史』196ページでは、第213号海防艦も護衛に加わっていたと記述する[151]。
26. ↑  『海防艦三宅戦記』では戦死者139名とする[155]。『日本海防艦戦史』では戦死者134名とする[153]。